# Tihomil Vranješ
Tihomil "Tiho" Vranješ, född 10 november 1977 i Dubrovnik, är en kroatisk vattenpolospelare. Han ingick i Kroatiens landslag vid olympiska sommarspelen 2004.
Vranješ gjorde tre mål i vattenpoloturneringen i Aten där Kroatien slutade på en tiondeplats.